# سلسلة روايات فارس الرداء الاسود
سلسلة روايات فارس الرداء الاسود
البطل: ياسين عبد الرحمن
المهنة: محامي
ملخص الأحداث: يرحب بك الاستاذ "ياسين عبد الرحمن" في مكتبه المتواضع ويعد لك فنجانا من القهوة ليبدء بتولي تدريبك. قبل أن تبدأ العمل معه يروي لك ذكرياته ويعلمك مبادئ مهنة المحاماة فيعود بك فى العدد الأول من السلسلة بذكرياته لأخر أيام الدراسة الجامعية ونهاية حياته الدراسية وبداية حياته العملية حينما كان شابا أحمق متهورا مثلك يوما ما. يبدء بالتدريب فى مكتب الاستاذ "عبد الرحيم صدقي" ويتم تكليفه بحضور تحقيقات النيابة العامة بجريمة قتل بشعة. يكتشف سرا صغيرا أثناء التحقيقات عن طريق المصادفة لتنقلب الأول وموازين القضية رأسا على عقب.
المؤلف: روماني حنا
سنة النشر: معرض القاهرة الدولي للكتاب ٢٠٢٤
من المقرر نشر العدد الثاني من السلسلة بعنوان: "لقد كانت فتاة" فى معرض القاهرة الدولي للكتاب ٢٠٢٥